# Salvatore Maccali
Salvatore Maccali (ur. 2 kwietnia 1955 w Mediolanie) – włoski kolarz szosowy, brązowy medalista mistrzostw świata.

## Kariera
Największy sukces w karierze Salvatore Maccali osiągnął w 1977 roku, kiedy zdobył brązowy medal w wyścigu ze startu wspólnego amatorów podczas mistrzostw świata w San Cristóbal. W zawodach tych wyprzedzili go jedynie jego rodak Claudio Corti oraz Siergiej Morozow z ZSRR. Był to jednak jedyny medal wywalczony przez Maccalego na międzynarodowej imprezie tej rangi. Ponadto w 1977 roku wygrał włoski GP Industria del Cuoio e delle Pelli, a w 1980 roku był trzeci w Trofeo dell'Etna. W 1978 roku wygrał jeden etap w Vuelta a España, jednak w klasyfikacji generalnej zajął 49. miejsce. W 1979 roku był drugi w jednym z etapów Giro d'Italia, w klasyfikacji generalnej zajmując ostatecznie 48. miejsce. Nigdy nie wystąpił na igrzyskach olimpijskich. Jako zawodowiec startował w latach 1978-1985.